# Матчи женской сборной России по волейболу 2003
В 2003 году женская сборная России по волейболу приняла участие в трёх официальных турнирах, проводимых под эгидой ФИВБ и ЕКВ.

## Турниры и матчи

### Гран-при
| 21 июля. Матера (Италия). Россия — Южная Корея 1:3 (19:25, 25:19, 18:25, 29:31). Предварительный этап. Группа «В» |
| --- |

Россия: Беликова (7 очков), Артамонова (25), Тищенко (14), Чуканова (4), Гамова (19), Плотникова (1), Сенникова — либеро. Выход на замену: Сафронова, Горшкова, Тебенихина (1), Фатеева (3), Шешенина.

Южная Корея: Ким Са Ни, Чхве Кван Хи, Ли Мён Хи, Чжон Дэ Ён, Ким Хан Сок, Хан Ю Ми, Нам Чжи Ён — либеро.
| 22 июля. Матера (Италия). Россия — Таиланд 3:0 (25:18, 25:21, 25:19). Предварительный этап. Группа «В» |
| --- |

Россия: Беликова (7), Фатеева (2), Артамонова (12), Тищенко (13), Чуканова (4), Гамова (18), Сенникова — либеро. Выход на замену: Сафронова (5), Шешенина (1).

Таиланд: Пхонгтонг, Койяпо, Хьяпха, Томком, Сангмуанг, Литхават, Букаев — либеро. Выход на замену: Нокпутта, Кханан, Апиньяпонг.
| 23 июля. Матера (Италия). Россия — Бразилия 3:2 (25:16, 20:25, 25:17, 21:25, 15:13). Предварительный этап. Группа «В» |
| --- |

Россия: Беликова (5), Сафронова (5), Артамонова (25), Тищенко (14), Чуканова (9), Гамова (24), Сенникова — либеро. Выход на замену: Шешенина.

Бразилия: Фабиана, Валескинья, Вирна, Шейла, Паула, Марсель, Фаби — либеро. Выход на замену: Ракел, Карин.
| 25 июля. Матера (Италия). Россия — Канада 3:0 (25:17, 25:17, 25:14). Предварительный этап. Группа «В» |
| --- |

Россия: Беликова (11), Сафронова (6), Артамонова (11), Тищенко (10), Чуканова (5), Гамова (13), Сенникова — либеро. Выход на замену: Шешенина.

Канада: Уэлер, Татт, Лемё, Беллини, Келли, Раймонд, Левеск — либеро. Выход на замену: Рэйнолдс, Павэн, Верхофф, Шмидт.
| 26 июля. Джоя-дель-Колле (Италия). Россия — Китай 3:1 (25:23, 21:25, 25:19, 28:26). Предварительный этап. Группа «В» |
| --- |

Россия: Беликова (11), Сафронова (6), Артамонова (20), Тищенко (17), Чуканова (2), Гамова (20), Сенникова — либеро. Выход на замену: Шешенина.

Китай: Фэн Кунь, Ян Хао, Лю Яньань, Чуй Цзиньлин, Чжоу Сухун, Чжао Жуйжуй, Чжан На — либеро. Выход на замену: Ли Шань, Ван Лина, Сон Нина.
| 28 июля. Матера (Италия). Россия — Южная Корея 3:0 (25:15, 25:23, 25:16). Финальный этап |
| ---------------------------------------------------------------------------------------- |

Россия: Беликова (12), Сафронова (6), Артамонова (11), Тищенко (16), Чуканова (7), Гамова (14), Сенникова — либеро. Выход на замену: Шешенина, Тебенихина.

Южная Корея: Ким Са Ни, Чхве Кван Хи, Ли Мён Хи, Чжон Дэ Ён, Ким Хан Сок, Хан Ю Ми, Нам Чжи Ён — либеро. Выход на замену: Ким Ми Чжин, Лим Ю Чжин, Ли Сук Чжа.
| 29 июля. Джоя-дель-Колле (Италия). Россия — Нидерланды 3:0 (25:22, 25:18, 25:15). Финальный этап |
| ------------------------------------------------------------------------------------------------ |

Россия: Беликова (7), Сафронова (6), Артамонова (9), Тищенко (11), Чуканова (2), Гамова (15), Сенникова — либеро. Выход на замену: Шешенина, Тебенихина (2), Горшкова.

Нидерланды: К.Сталенс, Хурман, Леферинк, Донец, Сустринг, И.Виссер, Вейнховен — либеро. Выход на замену: ван Тинен, ван дер Вельхерсхап, Флир, Сондерс.
| 30 июля. Матера (Италия). Россия — США 3:1 (25:19, 21:25, 25:21, 25:17). Финальный этап |
| --------------------------------------------------------------------------------------- |

Россия: Беликова (6), Сафронова (7), Артамонова (19), Тищенко (14), Чуканова (5), Гамова (23), Сенникова — либеро. Выход на замену: Шешенина.

США: Фиппс, Скотт, Хэниф, Берг, Боун, Том, Сикора — либеро. Выход на замену: Метколф, Норьега, Томас.
| 2 августа. Андрия (Италия). Россия — Италия 3:1 (20:25, 25:15, 25:20, 25:17). Финальный этап |
| -------------------------------------------------------------------------------------------- |

Россия: Беликова (12), Сафронова (3), Артамонова (16), Тищенко (11), Чуканова (7), Гамова (20), Сенникова — либеро. Выход на замену: Шешенина, Тебенихина, Плотникова.

Италия: Тогут, Леджери, Кроатто, Джоли, Санджулиано, Борелли, Кардулло — либеро. Выход на замену: Ло Бьянко, Чентони.
| 3 августа. Андрия (Италия). Россия — Китай 0:3 (22:25, 26:28, 21:25). Финальный этап |
| ------------------------------------------------------------------------------------ |

Россия: Беликова (6), Сафронова (3), Артамонова (23), Тищенко (8), Чуканова (1), Гамова (14), Сенникова — либеро. Выход на замену: Шешенина, Плотникова (1).

Китай: Фэн Кунь, Ян Хао, Лю Яньань, Чжоу Сухун, Чжао Жуйжуй, Ван Лина, Чжан На — либеро. Выход на замену: Ли Шань.
В связи с постигшей в 2003 году страны восточной Азии эпидемии атипичной пневмонии соревнования Мирового Гран-при было решено перенести в Европу. В отличие от предыдущих турниров, Гран-при 2003 года прошёл только в одной стране — Италии. 12 команд-участниц на предварительном этапе были разбиты на две группы. По три лучшие команды вышли в финальный этап, где по круговой системе разыграли итоговые места.
В своей группе предварительного этапа сборная России заняла второе место. В финальном раунде российские волейболистки шли без поражений до заключительного тура, где встретились с командой Китая. Этот матч стал фактическим финалом розыгрыша и принёс успех китаянкам.

### Отборочный турнир Гран-при 2004
| 26 августа. Пила (Польша). Россия — Нидерланды 3:0 (25:19, 25:19, 25:20). |
| ------------------------------------------------------------------------- |

Россия: Беликова, Артамонова, Тищенко, Чуканова, Гамова, Плотникова, Сенникова — либеро. Выход на замену: ?.

Нидерланды: ???
| 27 августа. Пила (Польша). Россия — Греция 3:1 (28:26, 25:20, 23:25, 25:20). |
| ---------------------------------------------------------------------------- |

Россия: ???

Греция: ???
| 28 августа. Пила (Польша). Россия — Болгария 3:2 (25:22, 21:25, 25:13, 19:25, 15:7). |
| ------------------------------------------------------------------------------------ |

Россия: ???

Болгария: ???
| 30 августа. Пила (Польша). Россия — Германия 3:0 (25:21, 25:17, 27:25). |
| ----------------------------------------------------------------------- |

Россия: ???

Германия: ???
| 31 августа. Пила (Польша). Россия — Польша 2:3 (19:25, 25:23, 19:25, 25:21, 13:15). |
| ----------------------------------------------------------------------------------- |

Россия: ???

Польша: ???
На турнире сборная России заняла первое место за тур до финиша и обеспечила себе путёвку на Гран-при-2004. Проигрыш хозяйкам площадки — сборной Польши — на итог соревнований уже не повлиял.

### Чемпионат Европы
| 20 сентября. Анкара (Турция). Россия — Сербия и Черногория 3:1 (25:13, 18:25, 25:17, 25:18). Предварительный этап. Группа «А» |
| --- |

Россия: Беликова (8), Артамонова (23), Тищенко (18), Чуканова (2), Гамова (17), Плотникова (3), Тюрина — либеро. Выход на замену: Сенникова.

Сербия и Черногория: ???
| 21 сентября. Анкара (Турция). Россия — Словакия 3:0 (27:25, 25:17, 25:19). Предварительный этап. Группа «А» |
| --- |

Россия: Беликова (6), Сафронова (13), Артамонова (13), Тищенко (4), Чуканова (3), Плотникова (8), Тюрина — либеро. Выход на замену: Сенникова, Тебенихина (3), Шешенина (3), Горшкова (1).

Словакия: ???
| 22 сентября. Анкара (Турция). Россия — Турция 0:3 (21:25, 22:25, 24:26). Предварительный этап. Группа «А» |
| --- |

Россия: Беликова (9), Артамонова (5), Тищенко (11), Чуканова (2), Гамова (15), Плотникова (3), Тюрина — либеро. Выход на замену: Сафронова (6), Шешенина, Сенникова.

Турция: ???
| 24 сентября. Анкара (Турция). Россия — Германия 0:3 (22:25, 25:27, 19:25). Предварительный этап. Группа «А» |
| --- |

Россия: Беликова (11), Сафронова (12), Тищенко (8), Чуканова, Гамова (16), Плотникова (4), Тюрина — либеро. Выход на замену: Сенникова, Шешенина.

Германия: ???
| 25 сентября. Анкара (Турция). Россия — Румыния 3:0 (25:16, 25:17, 25:22). Предварительный этап. Группа «А» |
| --- |

Россия: Беликова (7), Сафронова (10), Тищенко (12), Гамова (20), Шешенина (1), Плотникова (7), Тюрина — либеро. Выход на замену: Сенникова (2), Чуканова, Горшкова.

Румыния: ???
| 27 сентября. Анкара (Турция). Россия — Болгария 3:2 (25:21, 28:30, 25:15, 26:28, 15:11). Полуфинал за 5—8-е места |
| --- |

Россия: Беликова (21), Сафронова (19), Тищенко (17), Чуканова (3), Гамова (25), Плотникова (11), Тюрина — либеро. Выход на замену: Шешенина, Сенникова.

Болгария: ???
| 28 сентября. Анкара (Турция). Россия — Италия 3:0 (25:16, 25:14, 25:20). Матч за 5-е место |
| ------------------------------------------------------------------------------------------ |

Россия: Беликова (13), Сафронова (4), Тищенко (13), Чуканова (3), Гамова (17), Плотникова (3), Тюрина — либеро. Выход на замену: Сенникова, Тебенихина.

Италия: ???
Выступление сборной России на чемпионате Европы-2003 стало самым неудачным за всю историю существования не только российской, но и советской национальной сборных. Несомненно, на результате команды сказалось пищевое отравление, случившееся с игроками перед матчем 3-го тура предварительного этапа со сборной Турции. Этот поединок российские волейболистки проиграли. Последующее поражение от сборной Германии оставило россиянок за бортом полуфинала. В оставшихся матчах сборная России не оставила сомнений в своём превосходстве над соперниками и заняла 5-е место.

## Итоги
Всего на счету сборной России в 2003 году 22 официальных матча. Из них выиграно 17, проиграно 5. Соотношение партий 54:26. Соперниками россиянок в этих матчах были национальные сборные 16 стран.
| Турнир                          | И  | В | П | С/О   | Место |
| ------------------------------- | -- | - | - | ----- | ----- |
| Гран-при                        | 10 | 8 | 2 | 25:11 | 2-е   |
| Отборочный турнир Гран-при-2004 | 5  | 4 | 1 | 14:6  | 1-е   |
| Чемпионат Европы                | 7  | 5 | 2 | 15:9  | 5-е   |

## Состав
В скобках после количество игр указано число матчей, проведённых волейболисткой в стартовом составе + в качестве либеро.
| №  | Игрок              | Год рождения | Амплуа             | Клуб              | Турниры и игры | Турниры и игры | Турниры и игры | Всего матчей |
| №  | Игрок              | Год рождения | Амплуа             | Клуб              | ГП             | ОГП            | ЧЕ             | Всего матчей |
| -- | ------------------ | ------------ | ------------------ | ----------------- | -------------- | -------------- | -------------- | ------------ |
| 1  | Татьяна Горшкова   | 1981         | нападающая         | «Уралочка»        | 2              | ?              | 2              |              |
| 2  | Ирина Тебенихина   | 1978         | центральная        | «Уралочка»        | 4              | ?              | 2              |              |
| 3  | Анастасия Беликова | 1979         | центральная        | «Уралочка»        | 10 (10)        | ?              | 7 (7)          |              |
| 4  | Елена Тюрина       | 1971         | либеро             | «Уралочка»        |                |                | 7 (0+7)        | 7 (0+7)      |
| 5  | Ольга Фатеева      | 1984         | нападающая         | «Уралочка»        | 2 (1)          | ?              |                |              |
| 7  | Наталья Сафронова  | 1979         | нападающая         | «Уралочка»        | 10 (8)         | ?              | 6 (5)          |              |
| 8  | Евгения Артамонова | 1975         | нападающая         | «Такефуджи Бамбу» | 10 (10)        | ?              | 3 (3)          |              |
| 9  | Елизавета Тищенко  | 1975         | центральная        | «Уралочка»        | 10 (10)        | ?              | 7 (7)          |              |
| 10 | Ольга Чуканова     | 1980         | связующая          | «Уралочка»        | 10 (10)        | ?              | 7 (6)          |              |
| 11 | Екатерина Гамова   | 1980         | нападающая         | «Уралочка»        | 10 (10)        | ?              | 6 (6)          |              |
| 12 | Марина Шешенина    | 1973         | связующая          | «Уралочка»        | 10             | ?              | 5 (1)          | 23 (23)      |
| 14 | Елена Плотникова   | 1978         | нападающая         | «Уралочка»        | 3 (1)          | ?              | 7 (7)          |              |
| 16 | Елена Сенникова    | 1980         | либеро, нападающая | «Уралочка»        | 10 (0+10)      | 5 (0+5)        | 7              | 22 (0+15)    |

- Главный тренер — Николай Карполь.
- Тренер — Валентина Огиенко.

Всего в 2002 году в составе сборной России в официальных турнирах играло 13 волейболисток.

## Другие турниры
- Volley Masters. 3—8 июня.  Монтрё

Групповой этап — Япония 3:1, Бразилия 3:0, Италия 3:0.
Полуфинал — США 3:2. Финал — Китай 2:3. Итог — 2-е место.
- Кубок первого президента России Б. Н. Ельцина по волейболу. 11-16 июня.  Екатеринбург, Нижний Тагил.

Групповой этап — Турция 3:0, Япония 3:1, США 3:0.
Полуфинал — Азербайджан 3:1. Финал — Китай 3:1. Итог — 1-е место.